# بوستان جنگلی

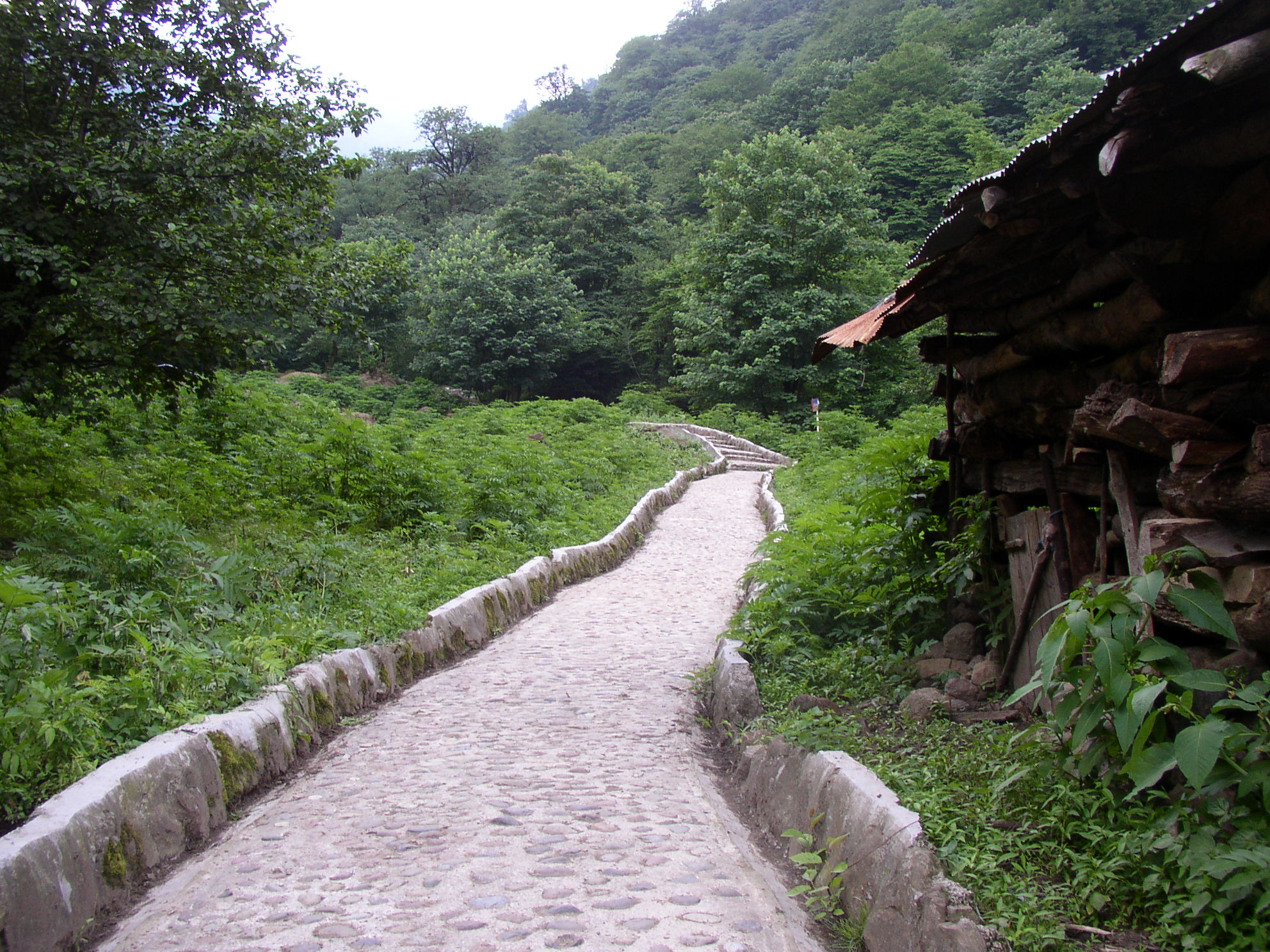
بوستان جنگلی منتهی به قلعه رودخان

بوستان جنگلی منطقه‌ای وسیع است که طبیعتی دست‌نخورده و مهار نشده دارد. معمولاً برای حفظ محیط زیست این منطقه‌ها از آن محافظت می‌کنند که بوستان حفاظت شده نامیده می‌شود.
نخستین بار بوستان ملی یلواستون در ایالات متحده در سال ۱۸۷۲ به بوستان جنگلی تبدیل شد.